# چکاوک چنگال‌کوتاه
چکاوک چنگال‌کوتاه (نام علمی: Certhilauda chuana) نام یک گونه از سرده چکاوک‌های نوک‌دراز است.